# Дурумбетов, Жунусбек
Жунусбек Дурумбетов (1899 — 1938) — советский партийный и хозяйственный деятель.

## Биография
Родился в казахской семье, получил начальное образование. В 1918-1924 сотрудник Аулие-Атинского уездного исполкома. В 1924-1931 Председатель Жуалынского, Меркенского и Таласского исполкома. В 1928 году Председатель Аулие-Атинского уездного исполкома. В 1932-1934 года работал Председателем Адамовского исполкома Оренбургской области.
В 1934-1937 годы работал председателем исполнительного комитета Новороссийского района и Степного района Актюбинской области. По состоянию на 1937 работал заместителем председателя Актюбинского областного исполнительного комитета, являлся членом тройки НКВД по Актюбинской области. 23 октября 1937 арестован сотрудниками областного управления НКВД. Обвинялся по статье 58-7, 58-8, 58-11 УК РСФСР. Включён в так называемый «сталинский список», рекомендованных к осуждению по 1-му разряду (расстрел) по Казахской ССР. 15 февраля 1938 приговорён выездной сессией ВКВС СССР к ВМН. Посмертно реабилитирован 5 ноября 1957 определением Верховного суда СССР за недоказанностью состава преступления.